# Homoneura angustata
Homoneura angustata är en tvåvingeart som först beskrevs av de Meijere 1924.  Homoneura angustata ingår i släktet Homoneura och familjen lövflugor. Inga underarter finns listade i Catalogue of Life.